# (31502) Hellerstein
(31502) Hellerstein est un astéroïde de la ceinture principale.

## Description
(31502) Hellerstein est un astéroïde de la ceinture principale. Il fut découvert le 12 février 1999 à Socorro (Nouveau-Mexique) par le projet LINEAR. Il présente une orbite caractérisée par un demi-grand axe de 2,45 UA, une excentricité de 0,16 et une inclinaison de 2,4° par rapport à l'écliptique.

## Compléments